# 曲阿縣
曲阿县，中国古县名。
秦朝时置云阳县，不久改为曲阿县。西汉时属会稽郡，王莽时曰风美。东汉时，析会稽郡钱塘江以西地置吴郡，曲阿县隶之。三国东吴嘉禾三年（234年），改为云阳县。西晋太康二年（281年），复名曲阿县。同年，以曲阿县的延陵乡置延陵县。隋末民变时，乡人在曲阿县辖境内自立金山县。隋亡后金山县更名为金坛县。
唐朝武德二年（619年），以曲阿县置云州。武德五年（622年），改为简州，以曲阳县南有简渎取名。武德八年（625年）简州废，曲阿县改属润州。天宝元年（742年）润州改为丹阳郡，同年曲阿县更名丹阳县。